# Silke Becu
Silke Becu (1988) is een Vlaamse actrice en theatermaker.

## Leven en werk
Becu studeerde drama aan het Stedelijk Instituut voor Sierkunsten en Ambachten in Antwerpen, de gemeentelijke academie voor muziek en woord en de Amsterdamse theateracademie.
Ze schreef al verscheidene voorstellingen waarin ze zelf acteerde, waaronder Eerste stappen op het ijs en Porselein. In 2012 speelde ze mee in De verbouwing van theatergroep Carver, geregisseerd door Michai Geyzen. Ze speelde ook in de voorstelling 7 Vrouwen 7 kamers van Frederico Garcia Lorca in een regie van Greet Vissers.
Ze acteerde in de films De Inwijding en Crimi Clowns: De Movie. Verder sprak ze stemmen in voor de animatiefilm Hop en de film Get a Clue en speelde ze in reclamespotjes voor Q-music en Dash. 